# Holotrichapion ononis
Holotrichapion ononis – gatunek chrząszcza z rodziny pędrusiowatych i podrodziny Apioninae. Zamieszkuje Europę i południowy zachód Azji. Żeruje na wilżynach.

## Taksonomia
Gatunek ten opisany został po raz pierwszy w 1808 roku przez Williama Kirby’ego pod nazwą Apion ononis. W 1932 roku zaliczony został przez Hansa Wagnera w publikacji współautorstwa Alberta Winklera do nowego podrodzaju Holotrichapion w obrębie rodzaju Apion. W 1990 roku Miguel Á. Alonso-Zarazaga wyniósł owy podrodzaj do rangi rodzaju, a omawiany gatunek znalazł się w jego podrodzaju nominatywnym.

## Morfologia
Chrząszcz o ciele długości od 1,7 do 2,4 mm. Ubarwienie ma matowo czarne, jedynie u nasady czułków z nieznacznymi rozjaśnieniami, a na pokrywach ze stalowym lub ołowianym połyskiem. Cały oskórek porośnięty jest dość gęstym, delikatnym, białym owłosieniem. Włoski te zagęszczone są, zwłaszcza u samca, w łatkach pod oczami, na przednich biodrach i przedpiersiu.
Wąską, nie szerszą niż dłuższą głowę cechują: nieco wzdłużnie owalne, wyraźnie wysklepione oczy, średnio wysokie i nie wykraczające poza środek oczu listewki podoczne, sięgające co najmniej połowy długości oka wyraźne punktowanie na ciemieniu, brak poprzecznego kila na guli, a czoło z dwoma nagimi i niepunktowanymi rowkami pośrodku oraz punktowanymi i owłosionymi rowkami po bokach. Wyraźnie, acz dość słabo zakrzywiony i nieco ku szczytowi zwężający się ryjek na całej długości jest owłosiony, na spodzie włosy są odstające i skierowane ku przodowi. U samca ryjek jest krótszy niż głowa i przedplecze mierzone razem po stronie grzbietowej, punktowany. U samicy jest on tak długi jak głowa i przedplecze razem wzięte, krócej owłosiony, skąpiej punktowany i bardziej połyskujący niż u płci przeciwnej.
Przedplecze jest nieznacznie szersze niż dłuższe, w zarysie prostokątne lub o bokach nieco się ku przodowi zbiegających, gęsto urzeźbione grubymi punktami, o rowkowatych dołku przedtarczkowym przedłużonym ku przodowi i wyraźnym. Mała, trójkątna tarczka ma pozbawioną punktów powierzchnię. Pokrywy są krótko-owalne, krótsze niż półtorakrotność ich szerokości, mocno ku tyłowi rozszerzone, o międzyrzędach szerszych od rzędów. Na każdej pokrywie wyrastają dwie szczecinki wyspecjalizowane, jedna w tylnej ⅓ międzyrzędu siódmego, a druga na końcu międzyrzędu dziewiątego.

## Ekologia i występowanie
Owad preferujący stanowiska suche i dobrze nasłonecznione. Zasiedla skraje lasów, łąki, miedze i przydroża. Zarówno larwy, jak i postacie dorosłe są monofagicznymi fitofagami bobowatych z rodzaju wilżyna.  Stwierdzono ich żerowanie na wilżynach bezbronnej, ciernistej, niewielkiej, odmiennej, rozłogowej i Ononis tridentata. Endofagiczne larwy przechodzą rozwój w strąkach, gdzie żerują na nasionach, nie powodując przy tym zniekształceń owoców. Tam też następuje ich przepoczwarczenie. 
Gatunek palearktyczny, w Europie znany z Hiszpanii, Wielkiej Brytanii, Francji, Luksemburga, Holandii, Niemiec, Austrii, Włoch, Danii, Szwecji, Łotwy, Litwy, Polski, Czech, Słowacji, Węgier, Ukrainy, Rumunii, Serbii i Grecji, a w Azji z Gruzji, Cypru, Izraela i Syrii. W Europie Środkowej jest pospolity.